# Limfotoksin beta receptor

## Funkcija
Protein kodiran ovim genom je član  familije receptora. On je izražen na površini većine ćelijskih tipova, uključujući ćelije epitelnog i mijeloidnog porekla, ali ne na T i B limfocitima. Ovaj protein specifično vezuje limfotoksin membransku formu (kompleks limfotoksina-alfa i limftoksina-beta se formira). Limftoksin-beta i njegov ligand učestvuju u razvoju i organizaciji limfoidnog tkiva. Aktivacija ovog proteina može da podstakne apoptozu.
Ne samp da LTBR pomaže u podsticanju apoptoze, on može da dovede do oslobađanja citokina interleukin 8. Prekomerno LTBR izražavanje u  ćelima povećava IL-8 promotorsku aktivnost, i dovodi do IL-8 oslobađanja. LTBR je takođe esencijalan za razvoj i organizaciju sekundarnih limfoidnih organa i oslobađanje drugih hemokina.

## Struktura
Ramačandranov dijagram pokazuje da je 64.6% ostataka u poželjnom regionu. Ova structura je ustanovljena putem difrakcije X-zraka. Njena rezolucija je 3.50 Å. Alfa i beta uglovi su 90 stepeni, dok je gama ugao 120 stepeni.

## Interakcije
Za limfotoksin beta receptor je bilo pokazano da interaguje sa Dijablo homologom i TRAF3.

## Literatura
- Elewaut D, Ware CF (2007). „The unconventional role of LT alpha beta in T cell differentiation.”. Trends Immunol. 28 (4): 169—75. PMID 17336158. doi:10.1016/j.it.2007.02.005.
- Browning JL; Ngam-ek A; Lawton P;  . (1993). „Lymphotoxin beta, a novel member of the TNF family that forms a heteromeric complex with lymphotoxin on the cell surface.”. Cell. 72 (6): 847—56. PMID 7916655. doi:10.1016/0092-8674(93)90574-A.
- Crowe PD; VanArsdale TL; Walter BN;  . (1994). „A lymphotoxin-beta-specific receptor.”. Science. 264 (5159): 707—10. PMID 8171323. doi:10.1126/science.8171323.
- Baens M; Chaffanet M; Cassiman JJ;  . (1993). „Construction and evaluation of a hncDNA library of human 12p transcribed sequences derived from a somatic cell hybrid.”. Genomics. 16 (1): 214—8. PMID 8486360. doi:10.1006/geno.1993.1161.
- Baens M; Aerssens J; van Zand K;  . (1996). „Isolation and regional assignment of human chromosome 12p cDNAs.”. Genomics. 29 (1): 44—52. PMID 8530100. doi:10.1006/geno.1995.1213.
- Wang X; Bornslaeger EA; Haub O;  . (1996). „A candidate gene for the amnionless gastrulation stage mouse mutation encodes a TRAF-related protein.”. Dev. Biol. 177 (1): 274—90. PMID 8660894. doi:10.1006/dbio.1996.0162.
- Nakano H; Oshima H; Chung W;  . (1996). „TRAF5, an activator of NF-kappaB and putative signal transducer for the lymphotoxin-beta receptor.”. J. Biol. Chem. 271 (25): 14661—4. PMID 8663299. doi:10.1074/jbc.271.25.14661.
- Matsumoto M; Hsieh TY; Zhu N;  . (1997). „Hepatitis C virus core protein interacts with the cytoplasmic tail of lymphotoxin-beta receptor.”. J. Virol. 71 (2): 1301—9. PMC 191185 . PMID 8995654.
- VanArsdale TL; VanArsdale SL; Force WR;  . (1997). „Lymphotoxin-beta receptor signaling complex: role of tumor necrosis factor receptor-associated factor 3 recruitment in cell death and activation of nuclear factor kappaB.”. Proc. Natl. Acad. Sci. U.S.A. 94 (6): 2460—5. PMC 20110 . PMID 9122217. doi:10.1073/pnas.94.6.2460.
- Wu MY; Hsu TL; Lin WW;  . (1997). „Serine/threonine kinase activity associated with the cytoplasmic domain of the lymphotoxin-beta receptor in HepG2 cells.”. J. Biol. Chem. 272 (27): 17154—9. PMID 9202035. doi:10.1074/jbc.272.27.17154.
- Chen CM, You LR, Hwang LH, Lee YH (1997). „Direct interaction of hepatitis C virus core protein with the cellular lymphotoxin-beta receptor modulates the signal pathway of the lymphotoxin-beta receptor.”. J. Virol. 71 (12): 9417—26. PMC 230246 . PMID 9371602.
- Mizushima S; Fujita M; Ishida T;  . (1998). „Cloning and characterization of a cDNA encoding the human homolog of tumor necrosis factor receptor-associated factor 5 (TRAF5).”. Gene. 207 (2): 135—40. PMID 9511754. doi:10.1016/S0378-1119(97)00616-1.
- Krajewska M; Krajewski S; Zapata JM;  . (1998). „TRAF-4 expression in epithelial progenitor cells. Analysis in normal adult, fetal, and tumor tissues.”. Am. J. Pathol. 152 (6): 1549—61. PMC 1858434 . PMID 9626059.
- Boussaud V; Soler P; Moreau J;  . (1999). „Expression of three members of the TNF-R family of receptors (4-1BB, lymphotoxin-beta receptor, and Fas) in human lung.”. Eur. Respir. J. 12 (4): 926—31. PMID 9817170. doi:10.1183/09031936.98.12040926.
- Murphy M; Walter BN; Pike-Nobile L;  . (1999). „Expression of the lymphotoxin beta receptor on follicular stromal cells in human lymphoid tissues.”. Cell Death Differ. 5 (6): 497—505. PMID 10200501. doi:10.1038/sj.cdd.4400374.
- Wu MY, Wang PY, Han SH, Hsieh SL (1999). „The cytoplasmic domain of the lymphotoxin-beta receptor mediates cell death in HeLa cells.”. J. Biol. Chem. 274 (17): 11868—73. PMID 10207006. doi:10.1074/jbc.274.17.11868.
- Yu KY; Kwon B; Ni J;  . (1999). „A newly identified member of tumor necrosis factor receptor superfamily (TR6) suppresses LIGHT-mediated apoptosis.”. J. Biol. Chem. 274 (20): 13733—6. PMID 10318773. doi:10.1074/jbc.274.20.13733.
- Rooney IA; Butrovich KD; Glass AA;  . (2000). „The lymphotoxin-beta receptor is necessary and sufficient for LIGHT-mediated apoptosis of tumor cells.”. J. Biol. Chem. 275 (19): 14307—15. PMID 10799510. doi:10.1074/jbc.275.19.14307.
- Langeggen H, Berge KE, Johnson E, Hetland G (2003). „Human umbilical vein endothelial cells express complement receptor 1 (CD35) and complement receptor 4 (CD11c/CD18) in vitro.”. Inflammation. 26 (3): 103—10. PMID 12083416. doi:10.1023/A:1015585530204.
- Chang YH, Hsieh SL, Chen MC, Lin WW (2002). „Lymphotoxin beta receptor induces interleukin 8 gene expression via NF-kappaB and AP-1 activation.”. Exp. Cell Res. 278 (2): 166—74. PMID 12169272. doi:10.1006/excr.2002.5573.

## Spoljašnje veze
- Lymphotoxin+beta+Receptor на 